# اتحادیه دوراجات
اتحادیه دوراجات (به لاتین: Dorajhat Union) یک منطقهٔ مسکونی در بنگلادش است که در Bagherpara Upazila واقع شده‌است.
 اتحادیه دوراجات  ۲۳٬۲۳۵ نفر جمعیت دارد.